# Nordisches Gambit
|   | a | b | c | d | e | f | g | h |   |
| 8 |   |   |   |   |   |   |   |   | 8 |
| 7 |   |   |   |   |   |   |   |   | 7 |
| 6 |   |   |   |   |   |   |   |   | 6 |
| 5 |   |   |   |   |   |   |   |   | 5 |
| 4 |   |   |   |   |   |   |   |   | 4 |
| 3 |   |   |   |   |   |   |   |   | 3 |
| 2 |   |   |   |   |   |   |   |   | 2 |
| 1 |   |   |   |   |   |   |   |   | 1 |
|   | a | b | c | d | e | f | g | h |   |

Das Nordische Gambit nach 4. Lf1–c4
Das Nordische Gambit ist eine Eröffnung des Schachspiels und zählt zu den Offenen Spielen. In der älteren Schachliteratur wurde es auch Dänisches Gambit genannt, entsprechend der englischen Bezeichnung (Danish Gambit). Klassifiziert ist es in den ECO-Codes unter dem Schlüssel C21.
Das Nordische Gambit beginnt mit den Zügen (siehe auch Schachnotation):
1. e2–e4 e7–e5
2. d2–d4 e5xd4 (nach 3. Dd1xd4 ginge das Spiel nun in das so genannte Mittelgambit über)
3. c2–c3
Nun hat Schwarz die Wahl, das Gambit mittels 3. … d7–d5 abzulehnen oder den Bauern zu nehmen:
3. … d4xc3
4. Lf1–c4 c3xb2 (4. Sb1xc3 entspricht dem Göring-Gambit)
5. Lxb2
Die Idee zu dieser Eröffnung stammt von den drei Kopenhagener Spielern Orla Herman Krause, Vilhelm Nielsen und Arne Sörensen. Sie besteht darin, dass Weiß durch das doppelte Gambit zu einer schnellen Figurenentwicklung und zu offenen, zentralen Linien für seine Schwerfiguren gelangt. Ebenso sind die Läufer sehr gut postiert und üben Druck gegen die schwachen Punkte f7 und g7 aus.
Schwarz hingegen hat zwei Bauern gewonnen und kann bei korrekter Verteidigung nach Meinung vieler Autoren Ausgleich erzielen. Daher ist das Nordische Gambit in der Weltspitze heute kaum noch verbreitet. Ingo Firnhaber, Autor zweier Bücher über das Nordische Gambit, vertritt heute die Meinung, dass Schwarz zumindest im Fernschach durch die heutige Unterstützung starker Engines seinen Materialvorteil behaupten kann.
|   | a | b | c | d | e | f | g | h |   |
| 8 |   |   |   |   |   |   |   |   | 8 |
| 7 |   |   |   |   |   |   |   |   | 7 |
| 6 |   |   |   |   |   |   |   |   | 6 |
| 5 |   |   |   |   |   |   |   |   | 5 |
| 4 |   |   |   |   |   |   |   |   | 4 |
| 3 |   |   |   |   |   |   |   |   | 3 |
| 2 |   |   |   |   |   |   |   |   | 2 |
| 1 |   |   |   |   |   |   |   |   | 1 |
|   | a | b | c | d | e | f | g | h |   |

Stellung nach 7. Ld5xf7+
Eine heute sehr geläufige Ausgleichsvariante wurde zum ersten Mal 1914 im Turnier von Baden-Baden jeweils von Richard Réti und Savielly Tartakower gespielt. Die Hauptidee besteht im Rückopfer der beiden Mehrbauern, eingeleitet durch den von Carl Schlechter gefundenen Zug d7–d5.
Die Partie Nyholm – Tartakower verlief wie folgt:
5. … d7–d5! (Réti spielte gegen Nyholm und Opocensky d7–d5 bereits im vierten Zug, erst danach c3xb2)
6. Lc4xd5 Sg8–f6!
7. Ld5xf7+ (siehe Diagramm) Ke8xf7
8. Dd1xd8 Lf8–b4+
9. Dd8–d2 Lb4xd2+
10. Sb1xd2
Als Resultat der beidseitigen „Damenopfer“ bzw. Rückopfer entsteht ein kompliziertes, ausgeglichenes Endspiel, das von der Bauernstruktur geprägt wird und letztlich als unbefriedigendes Eröffnungsergebnis für Weiß angesehen wird.
Eine Alternative für Weiß besteht in dem riskanten 7. Sb1–c3, nach dem Schwarz weiterhin sehr aufmerksam spielen muss.